# Henri Ochsenbein
Pour les articles homonymes, voir Ochsenbein.
Henri Ochsenbein, né le 10 octobre 1911 à Constance (Allemagne) et décédé à Strasbourg (Bas-Rhin) le 11 décembre 1986, est un pasteur alsacien, fondateur et président de nombreuses œuvres éducatives et sociales. Il est l'auteur d'ouvrages en français et en allemand, consacrés à l'évangélisation et à la diaconie.

## Biographie
Henri Ochsenbein est issu d'une vieille famille suisse, implantée en Alsace du sud au cours du 17e siècle. Il est le fils de Camille Ochsenbein, concierge et de Catherine Zeh. Après des études secondaires au lycée de Mulhouse, il fréquente de 1930 à 1935 la Faculté de théologie protestante de Strasbourg et la Faculté libre de théologie protestante de Paris. De 1934 à 1935, il est en outre secrétaire du conseil synodal de l'Église réformée d'Alsace et de Lorraine (ERAL). Diplômé, il effectue son service militaire.
Il est nommé pasteur de l'ERAL  à Cernay (Haut-Rhin), puis à Yutz (Moselle) de 1936 à 1938. Puis, jusqu'en 1947, il est pasteur de l'Église de la Confession d'Augsbourg d'Alsace et de Lorraine (ECAAL) à Ensisheim et Colmar (Haut-Rhin) et aumônier de la Maison centrale d'Ensisheim. Ce ministère est interrompu pendant la guerre (1939-1940), période durant laquelle il est aumônier de la Marine nationale à bord du Colbert.
En 1947, tout en restant affecté sur un poste pastoral de l'ECAAL, il est nommé directeur de la Société évangélique de Strasbourg (SEMIS), dont il deviendra le président en 1959, charge qu'il conservera jusqu'en 1965. Il déploie une grande activité dans les domaines de l'évangélisation et de la diaconie, créant de nombreuses associations telles que la Fédération des œuvres évangéliques des départements du Rhin et de la Moselle (FOE), le Centre social protestant de Strasbourg (CSP), le Comité protestant des colonies de vacances (CPCV), les Jeunes équipes d'éducation populaire (JEEP), le Foyer Clair-Horizon pour les détenus libérés et SOS téléphone.
Avec des amis catholiques, il fonde également l'Union des œuvres privées, puis lance des passerelles avec des institutions diaconales d'Allemagne (RFA et RDA), de Hongrie et d'autres pays communistes, aboutissant à la naissance de la Fédération internationale de Mission intérieure et de Diaconie (FIMI). Il est encore à l'origine de l'Association européenne des missions urbaines (AEMU) et de l'Association européenne des œuvres diaconales.
Henri Ochsenbein a épousé le 2 mars 1935, à Mulhouse (Haut-Rhin), Emma Hahn, originaire de Franconie.
Il a écrit et publié des livres, en français et en allemand, consacrés à l'évangélisation et à la diaconie ainsi que des articles dans Positions luthériennes.

## Publications
- Les compagnons de la vie, Oberlin, Strasbourg, 1946
- Diaconie, (avec Roger Mehl et Jean Peter), FOE, Strasbourg, 1952
- À la découverte et au service de l'humain, Strasbourg, 1963
- 130e anniversaire de la mission intérieure, SEMIS, Strasbourg, 1964